# Instituto Nacional de Ciencias Aplicadas de Ruan
El Institut National des Sciences Appliquées de Rouen (INSA Rouen) es una gran escuela francesa situada en el campus de Saint-Étienne-du-Rouvray, en la región de Ruan. Pertenece a la red del Institut national des sciences appliquées. Se fundó en 1985.

## Graduados destacados
- Toufik Boushaki, físico argelino en Ingeniería energética.